# Kopčevec
Kopčevec je naselje u gradu Dugo Selo, u Zagrebačkoj županiji. 

Naselje je smješteno u jugozadapnom dijelu Dugog Sela, južno od Zagrebačke ulice, središnje dugoselske ulice, odnosno Radničke i ulice Ružmarina, te sjeverno od željezničke pruge Zagreb - Dugo Selo. Naglom urbanizacijom grada Dugog Sela krajem šezdesetih i početkom sedamdestih godina prošlog stoljeća, malo izdvojeno selo Kopčevec se također ubrzano urbanizira i doslovno se utapa u samo naselje Dugo Selo. Stanovnici Kopčevca, a i dugoselska gradska uprava i administracija, opravdano Kopčevec tretiraju kao sastavni dio samoga grada, što ono ustvari i jest, iako se naselje u državnim statistikama i popisima stanovništva prikazuje kao samostalno naselje. Naselje je sastavni dio prve dugoselske župe "Sv. Martin biskup". Prema popisu stanovništva iz 2001. godine naselje je imalo 173 kućanstava.

## Povijest
Obzirom na zemljopisni položaj, sva povijest Kopčevca je vezana za povijest samoga Dugog Sela. Za Kopčevec se smatra da je dobio ime od "kopčati", pastirske igre s dugmadima. U nekadašnjem selu Kopčevcu je postojala kapelica svetog Florijana i Sebastijana u koju su se naselili razbojnici. Stajala je pokraj šume Duga lazina, uz glavnu cestu prema Zagrebu. Kad bi se tadašnji seljaci vraćali sa zagrebačkih tržnica, napadali bi ih razbojnici i oduzimali im novac. Razbojnici su otjerani a kapelica je srušena.

## Stanovništvo
Po popisu stanovništa iz 2001. godine naselje ima 624 stanovnika, najvećim dijelom je mlado i zrelo stanovništvo, dok je starog 11,5%. Prosječna godišnja stopa rasta (1991. – 2001.) je 6%.

Prema popisu stanovništva iz 2011. godine naselje je imalo 1.093 stanovnika.
| broj stanovnika | 92    | 84    | 81    | 107   | 124   | 144   | 142   | 131   | 117   | 137   | 189   | 226   | 280   | 351   | 624   | 1093  | 1060  |
|                 | 1857. | 1869. | 1880. | 1890. | 1900. | 1910. | 1921. | 1931. | 1948. | 1953. | 1961. | 1971. | 1981. | 1991. | 2001. | 2011. | 2021. |